# 王延政
閩天德帝王延政（？—951年），五代十国時期閩國末任君主，也是殷国唯一君主。

## 生平

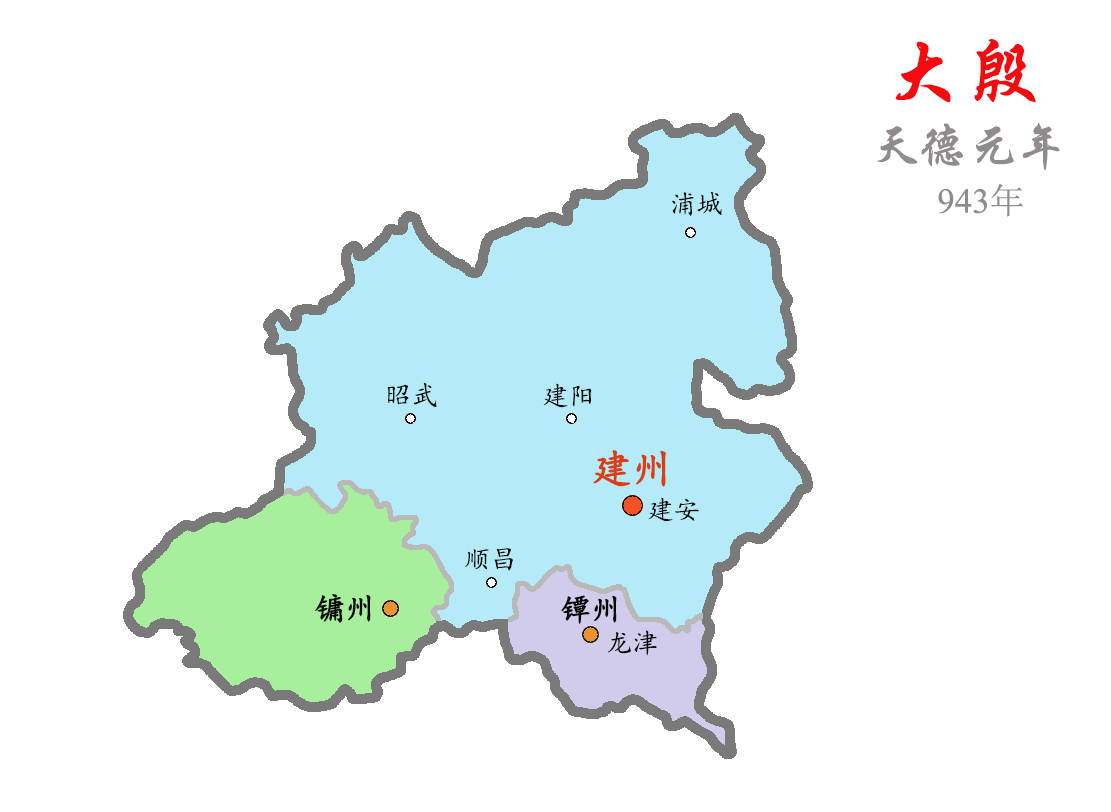
殷国疆域图（943年）

王延政是闽王王審知的儿子，在王审知的儿子和养子中排行第十三，人稱“十三郎”；也是王延翰、王延鈞、王延羲之弟。王延羲在位時，王延政任建州刺史。由於王延羲繼位後，驕傲奢侈，荒淫無度，猜忌宗族，王延政因此多有規勸，然而王延羲反而回信怒罵，又派人探聽王延政的隱私，二人因此結怨。閩永隆二年（940年），王延羲攻建州，開啟閩國內戰。王延政向吴越求援，吴越出兵援救；结果，在王延羲退兵后，吴越军不肯撤离建州；于是，王延政写信给王延羲求助，王延曦派兵断绝吴越军的粮道；在吴越军粮尽后，王延政派兵出击，大破吴越军，俘虏、斩杀数万人。
永隆三年（941年）正月，王延政被王延羲封為富沙王（“富沙”为建州别称）、镇安军（王延政私自改为镇武军）节度使；十月，王延羲称大闽皇帝，王延政也自称兵马元帅。同年，王延政夺取吴越东平乡大部，设立松源镇（今福建省南平市松溪县）。永隆五年二月（943年3月9日－4月7日），王延政於建州稱帝，國號殷，改元天德。王延政是中國正史記載的稱帝者中擁有領土最小的，僅領有一州六縣，被称作“五縣天子”。王延政與王繼鵬、王延羲一樣橫徵暴斂，因此人民生活困苦。
永隆六年三月十三·乙酉（944年4月8日），朱文進、連重遇殺王延羲，朱文進自稱閩王。王延政遂出兵討伐。闰十二月廿九·丁酉（945年2月14日），朱文進、連重遇為部下所殺。天德三年正月（945年2月15日－3月16日），諸臣請王延政還都福州並恢復閩國號，但當時南唐大軍已趁閩國內亂時壓境，无暇迁都，遂下诏以福州为南都。
王延政任命姪子、门下侍郎、同平章事王繼昌为督南都内外诸军事，出鎮福州，並派飞捷指挥使黃仁諷为镇遏使，领兵協助王繼昌。但王继昌无能且嗜酒，不体恤将士，将士多有怨言。二月，南唐元宗李璟任命天威都虞候何敬洙为建州行营招讨马步都指挥使，将军祖全恩为应援使，姚凤为都监，率兵数千攻打建州，自崇安进屯赤岭。王延政派仆射杨思恭、统军使陈望领兵1万拒敌，在水南设置木栅，双方相持10余天。杨思恭强迫陈望出战，陈望不得已，领兵渡河与唐军交战。祖全恩派兵偷袭闽军后方，大败闽军。陈望战死，杨思恭只身逃走。王延政非常害怕，固收建州城，并命令泉州都指挥使董思安和王忠顺率领泉州兵5000人到建州，分守各处要害。三月初二·戊戌（945年4月16日）傍晚，黃仁諷因受著作郎陈继珣和前元从指挥使李仁達慫恿，殺死王繼昌；次日，李仁达立僧人卓俨明为皇帝。王延政知道福州发生政变后，族誅黃仁諷一家，並派張漢真領水軍討伐福州，但闽军被黄仁讽部打败，張漢真被俘杀。八月廿四·丁亥（10月2日），南唐军攻破建州城，王延政投降，王忠顺战死，董思安率残部逃回泉州，闽国灭亡。
十月，王延政抵达南唐都城金陵，南唐皇帝李璟封他為羽林大將軍。南唐保大五年（947年），封安化军节度使、鄱陽王，驻饶州。保大九年（951年），改封為光山王，不久去世，被追贈為福王，谥恭懿。

## 家庭

### 兄弟
- 閩嗣王王延翰
- 閩惠宗王延鈞
- 閩景宗王延羲

### 皇后
- 张皇后

### 子女

#### 子
- 王继沂
- 史籍记载王繼成、王繼昌是王延政从子